# L'amenaça del drac
L'amenaça del drac (títol original:  Dragon Fighter) és un telefilm estatunidenc dirigit per Phillip J. Roth i emès el 4 de gener de 2003 al canal Sci Fi. Ha estat doblat al català

## Argument
Després de descobrir les restes d'un drac mort fa prop de 1000 anys, un equip de científics treuen mostres del seu ADN decideixen clonar-lo. L'experiència no té lloc com estava previst i l'embrió veu el seu creixement accelerar-se de manera exponencial per donar ràpidament vida a una criatura aterridora resultant una amenaça per a tota la comunitat.

## Repartiment
- Dean Cain: el capità David Carver
- Kristine Byers: la doctora Meredith Winter
- Robert Zachar: el doctor Ian Drackovitch
- Marcus Aurelius: el doctor Greg Travis
- Robert DiTillio: Kevin Korisch
- Vesela Dimitrova: Bailey Kent
- Hristo Chopov: el capità Sergei Petrov
- Chuck Echert: Cookie

## Al voltant de la pel·lícula
- El rodatge ha tingut lloc a Sofia, a Bulgària.